# Gimme Back My Bullets
Gimme Back My Bullets és el quart àlbum d'estudi de la banda estatunidenca Lynyrd Skynyrd i fou publicat l'any 1976.
Originalment es va titular Ain't No Dowd About It com a tribut al seu productor musical Tom Dowd, que els membres de la banda idolatraven. És l'únic treball de la formació original que no fou certificat com a disc de platí als Estats Units, tot i incloure diversos hits.

## Llista de cançons
Cara A
1. "Gimme Back My Bullets" (G. Rossington, R. Van Zant) – 3:28
2. "Every Mother's Son" (A. Collins, R. Van Zant) – 4:56
3. "Trust" (A. Collins, G. Rossington, R. Van Zant) – 4:25
4. "I Got The Same Old Blues" (J.J. Cale) – 4:08

Cara B
1. "Double Trouble" (A. Collins, R. Van Zant) – 2:49
2. "Roll Gypsy Roll" (A. Collins, G. Rossington, R. Van Zant) – 2:50
3. "Searching" (A. Collins, J. Leiber, M. Stoller, R. Van Zant) – 3:17
4. "Cry For The Bad Man" (A. Collins, G. Rossington, R. Van Zant) – 4:48
5. "All I Can Do Is Write About It" (A. Collins, R. Van Zant) – 4:16

### Cançons bonus en reedició CD 1999
1. "Gimme Back My Bullets (Live)" (G. Rossington, R. Van Zant) – 4:18
2. "Cry For The Bad Man (Live)" (G. Rossington, A. Collins, R. Van Zant) – 5:35

Les cançons de bonificació foren enregistrades el 7 de març de 1976 al Bill Graham's Winterland de San Francisco sense ser publicades prèviament.

### Cançons bonus en Edició Deluxe CD 2006
1. "Double Trouble (Live)" (A. Collins, R. Van Zant)
2. "I Got The Same Old Blues (Live)" (J.J. Cale)
3. "Gimme Back My Bullets (Live)" (G. Rossington, R. Van Zant) – 4:18
4. "Cry For The Bad Man (Live)" (G. Rossington, A. Collins, R. Van Zant) – 5:35
5. "All I Can Do Is Write About It (Acoustic Version)" (A. Collins, R. Van Zant)
6. "Double Trouble (Alternate Studio Take)" (A. Collins, R. Van Zant)

Les cançons de bonificació foren enregistrades el 7 de març de 1976 al Bill Graham's Winterland de San Francisco.

### Cançons bonus en Edició Deluxe DVD 2006
1. "Double Trouble" (A. Collins, R. Van Zant)
2. "I Ain't The One" (G. Rossington, R. Van Zant)
3. "Call Me The Breeze" (G. Rossington, R. Van Zant)
4. "I Got the Same Old Blues (Live)" (J.J. Cale)
5. "Every Mother's Son" (A. Collins, R. Van Zant)
6. "Sweet Home Alabama" (E. King, G. Rossington, R. Van Zant)
7. "Free Bird" (A. Collins, R. Van Zant)

Totes les cançons foren enregistrades en el "The Old Grey Whistle Test" del canal BBC l'any 1976.

## Personal
- Ronnie Van Zant – lletres, cantant
- Allen Collins – guitarra
- Gary Rossington – guitarra
- Billy Powell – teclats
- Leon Wilkeson – baix, veus addicionals
- Artimus Pyle – bateria, percussió

Músics addicionals
- The Honkettes – veus addicionals (cançons 5, 8)
- Lee Freeman – arpa (cançó 4)
- Barry Lee Harwood – dobro i mandolina (cançó 9)